# THECHNOEYE
『THECHNOEYE』（テクノアイ）は、2000年5月から、毎週日曜日18:24〜18:30と火曜日の21:54〜22:00（JST） に、MBSで放送されている関西ローカルのミニヒューマンドキュメンタリー番組である。ステレオ放送を実施している。

## 番組の概略
家電や衣料や食品等やサービス等あらゆる分野の新製品（サービス）を、開発者のインタビューを交えて紹介する。開発者の苦労や努力等、生の声（インタビュー）を聞くことができるので、CMとは違いドキュメンタリー番組として短くまとめられている。

## 制作
- 協力:オブザアイ
- 製作著作:MBS